# Giorgio Cesarano
Giorgio Cesarano (Milano, 8 aprile 1928 – Milano, 9 maggio 1975) è stato un poeta, scrittore e traduttore italiano.

## Biografia
Nato da madre milanese e padre padovano, discendente dai conti amalfitani di Tramonti, inizialmente aderì al fascismo, arruolandosi a 15 anni nella Xª Flottiglia MAS e rischiando a fine conflitto la fucilazione da parte dei partigiani. Terminata la Seconda guerra mondiale mutò orientamento politico, iscrivendosi al Partito Comunista Italiano ed iniziando a collaborare con varie testate giornalistiche, tra cui l'Unità.  Nel 1946  fu allontanato dal partito, lavorò a Bergamo come antiquario, proseguendo a collaborare con alcune riviste. Nel  1959 uscì la sua prima opera, una raccolta intitolata L'erba bianca. Frequentò i circoli culturali della Lombardia conoscendo, tra gli altri, Franco Fortini, Giovanni Raboni, Luciano Bianciardi e Giovanni Giudici. Lavorò poi come traduttore dal francese e autore di sceneggiati per la RAI, trasferendosi da Milano a Pieve di Compito (LU), dove ospitò in tumultuosa amicizia Guy Debord e Jacques Camatte, elaborando insieme a Gianni Collu le prime teorie critiche sulla biopolitica; nel 1975, tornato nel capoluogo lombardo, si uccise sparandosi un colpo al cuore.

## Opere

### Poesia
- L'erba bianca, Milano, Schwarz, 1959
- La pura verità, Milano, Mondadori, 1963
- La tartaruga di Jastov, Milano, Mondadori, 1966
- Romanzi naturali, Milano, Guanda, 1980

### Saggi
- I giorni del dissenso, Milano, Mondadori, 1968
- Apocalisse e rivoluzione, Bari, Dedalo, 1973 (con Gianni Collu)
- Manuale di sopravvivenza, Bari, Dedalo, 1974
- Cronaca di un ballo mascherato, Milano, Varani, 1983 (con Coppo e Fallisi)
- Critica dell'utopia capitale, Milano, Colibrì, 1993

### Traduzioni
- Walter Langer, Psicanalisi di Hitler, Milano, Garzanti, 1975
- Jean-Jacques Rousseau, Le confessioni, Milano, Garzanti, 1976